# Meteorologický stroj

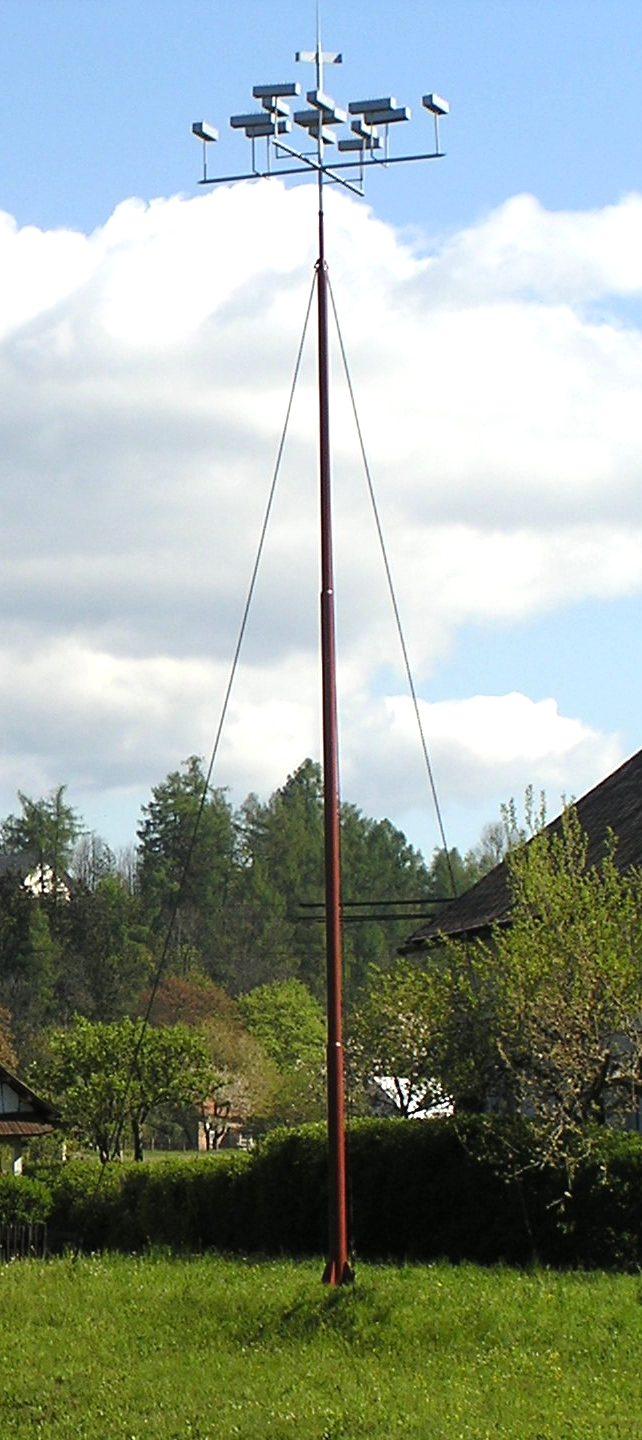
Meteorologický přístroj v rodném domě Prokopa Diviše

Meteorologický stroj byl název prvního bleskosvodu, který měl „odsávat“ blesky ze vzduchu, ale po vystavení meteorologického stroje zavládlo velmi teplé počasí. Obyvatelé se domnívali, že za to může meteorologický stroj. Z této příčiny byl strhnut a rozebrán.